# Santa Teresita, Sinaloa
Santa Teresita är en ort i Mexiko.   Den ligger i kommunen Sinaloa och delstaten Sinaloa, i den västra delen av landet, 1 200 km nordväst om huvudstaden Mexico City. Santa Teresita ligger 33 meter över havet och antalet invånare är 614.
Terrängen runt Santa Teresita är platt. Runt Santa Teresita är det ganska tätbefolkat, med 100 invånare per kvadratkilometer. Närmaste större samhälle är Leyva Solano, 12,2 km söder om Santa Teresita. Trakten runt Santa Teresita består till största delen av jordbruksmark.